# Ничтожная сделка
Ничтожная сделка — не отвечающая обязательным требованиям закона сделка, являющаяся недействительной с момента заключения независимо от признания её таковой судом. Ничтожными являются сделки, не соответствующие требованиям закона или иного правового акта и при этом посягающие на публичные интересы, заведомо противные интересам правопорядка и нравственности, мнимые и притворные сделки, а также любые сделки, совершённые полностью недееспособным лицом.
При совершении ничтожной сделки характер её нарушения позволяет признать её недействительной при установлении самого факта такого нарушения. Ничтожная сделка не требует подтверждения своей недействительности судом, она недействительна сама по себе. Однако требование о признании недействительной ничтожной сделки может быть заявлено в суд. Суд, признавая сделку ничтожной, не придает ей статус недействительной, а лишь констатирует факт её недействительности, устраняя таким образом неопределенность в правоотношениях. Недействительная сделка не влечет юридических последствий, за исключением тех, которые связаны с её недействительностью, и недействительна с момента её совершения.

## Виды ничтожных сделок
- Мнимые (фиктивные) сделки[2] — сделки, совершённые для вида, без намерения создать соответствующие правовые последствия, но создающие только их видимость (например, мнимое дарение имущества должником с целью не допустить описи или ареста этого имущества). Доказать мнимую сделку бывает сложно, и судебная практика по этому вопросу также неоднозначна[3].
- Притворные сделки[4] — сделки с намерением создать правовые последствия, но прикрывающие своей формой другие сделки, которые были совершены реально. Такая сделка сама по себе ничтожна, а к прикрываемой ей сделке, которую стороны действительно имели в виду, с учётом существа сделки применяются относящиеся к ней правила.
- Сделка, совершённая с нарушением требований закона или иного правового акта и при этом посягающая на публичные интересы[5].
- Сделка, совершённая малолетним[6].
- Сделка, совершённая лицом, признанным недееспособным[7].
- Сделка, совершённая с нарушением требований законодательства о её форме.